# Pachmarhi

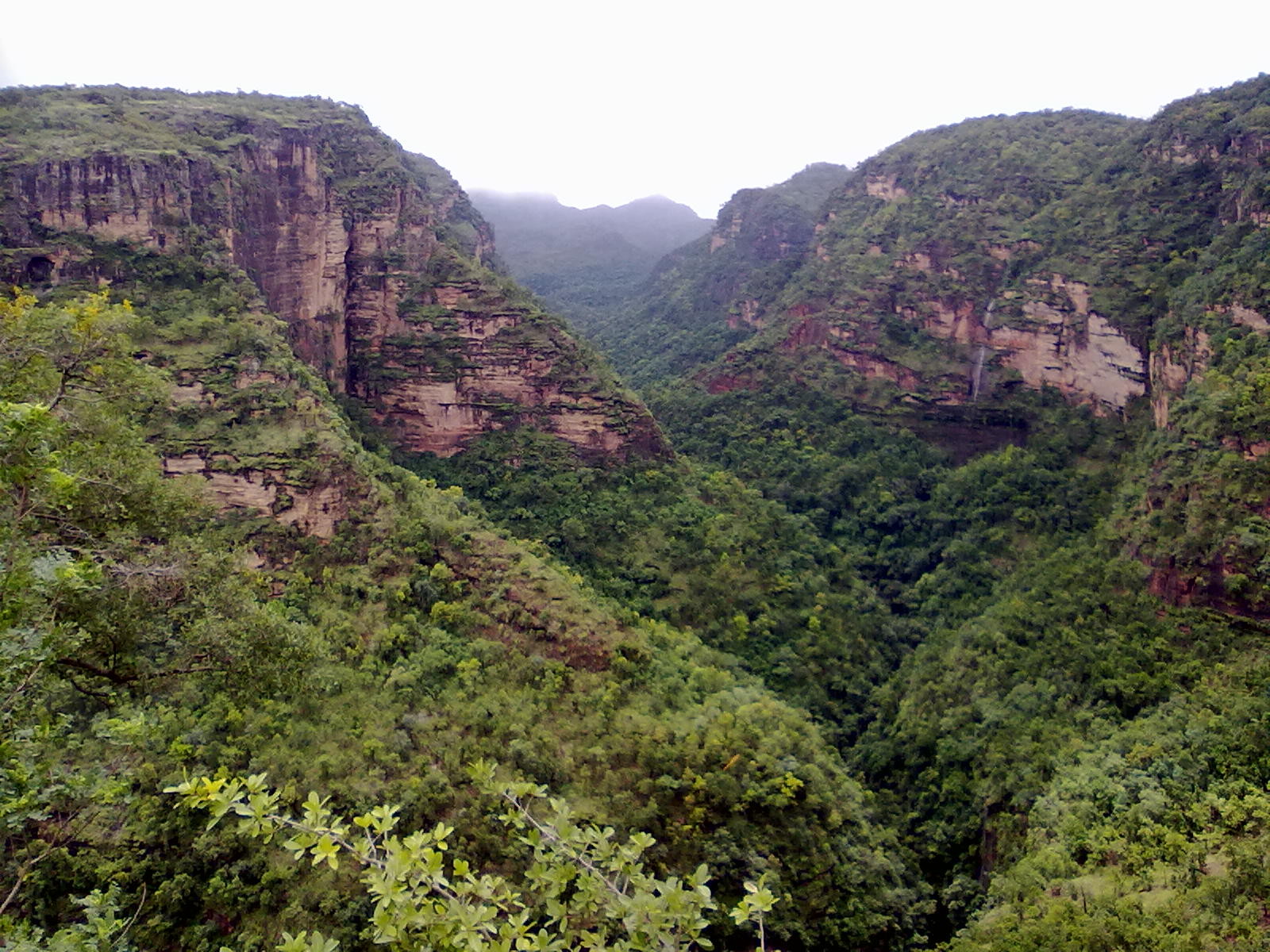
O vale de Pachmarhi

Pachmarhi Cantt é cidade  e uma hill station no distrito de Hoshangabad, no estado indiano de Madhya Pradesh.

## Demografia
Segundo o censo de 2001, Pachmarhi Cantt tinha uma população de 11,374 habitantes. Os indivíduos do sexo masculino constituem 56% da população e os do sexo feminino 44%. Pachmarhi Cantt tem uma taxa de literacia de 75%, superior à média nacional de 59.5%: a literacia no sexo masculino é de 82% e no sexo feminino é de 66%. Em Pachmarhi Cantt, 12% da população está abaixo dos 6 anos de idade.